# Makhdumpur
Makhdumpur é um cidade no distrito de Jehanabad, no estado indiano de Bihar.

## Demografia
Segundo o censo de 2001, Makhdumpur tinha uma população de 30.170 habitantes. Os indivíduos do sexo masculino constituem 52% da população e os do sexo feminino 48%. Makhdumpur tem uma taxa de literacia de 45%, inferior à média nacional de 59,5%: a literacia no sexo masculino é de 54% e no sexo feminino é de 35%. Em Makhdumpur, 17% da população está abaixo dos 6 anos de idade.